# The Adventures of Jane
The Adventures of Jane ist ein britischer Spielfilm aus dem Jahr 1949. Er basiert auf der Comicfigur Jane aus den gleichnamigen Comicstrips von Norman Pett.

## Handlung
In der letzten Nacht ihres Auftritts im Gaiety Theatre trifft Jane ihren vermeintlichen Fan Snade. Er gibt ihr ein Diamantarmband und sagt, es sei ein Zeichen seiner Wertschätzung. Jane nimmt sein Geschenk gerne an. Später am Abend wird sie von Tom, einem alten Freund besucht. Sie erzählt ihm, dass sie zur Jury eines Schönheitswettbewerbs im Tudor Close Hotel in Brighton gehört. Er stimmt zu, sich ihr anzuschließen.
Am nächsten Morgen am Bahnhof hat Jane eine ihrer typischen Garderobenstörungen und bleibt nur in ihrer Unterwäsche zurück. Sie wird von Captain Cleaver gerettet, der ihr seinen Mantel leiht. Er ist Jane unbekannt, jedoch der Anführer einer Bande von Diamantenschmugglern. Vor dem Schönheitswettbewerb nimmt Tom Jane zum Abendessen mit. Dort erzählt er ihr, dass er in Brighton einen „besonderen Job“ hat und hinter einer Bande von Diamantenschmugglern her ist. Er sagt ihr auch, dass ihr Armband nur Strass ist. Tom wird abends immer eifersüchtiger auf Cleaver und ist wütend, als Jane sich bereit erklärt, mit Cleaver einen Ausflug auf dessen Yacht zu machen. Am nächsten Morgen tauscht Cleaver diskret den zentralen Diamanten im Armband gegen einen aus, den seine Freunde nach England geschmuggelt haben. Als Jane den Zoll durchläuft, wird der Diamant nicht entdeckt. Danach versucht er, ihn zurückzustehlen. Als ihm das nicht gelingt, entscheiden er und seine Freunde, dass sie sowohl Jane als auch das Armband entführen müssen.
Sie locken Jane und Fritz in ein abgelegenes Häuschen. Aber Jane, die der Bande unbekannt war, hatte Ruby, Cleavers langmütiger Freundin, das Armband bereits gegeben. Nachdem Jane ein SOS in Fritz’ Kragen gesteckt hat, schmuggelt sie ihn heraus, sodass er zum Gasthaus zurückzukehren und Hilfe holen kann. Zurück im Gasthaus entdeckt Tom einen der Handlanger, der Janes Zimmer nach dem Armband durchsucht, wird aber vom Verbrecher niedergeschlagen, bevor er Alarm schlagen kann. Währenddessen sieht Snade, wie Ruby die Diamanten trägt. Er schnappt sie sich und macht sich auf den Weg zu Cleavers Hütte. Als Cleaver und seine Bande bemerken, dass die Polizei auf ihrer Spur ist, verlassen sie die Hütte und nehmen Jane mit, werfen sie aber bald darauf aus dem Auto. Snade, der ebenfalls von der Polizei verfolgt wird, beschließt, die Beweise zu vernichten und wirft das Armband aus dem Autofenster. Jane, die sich am Fuße des Dammes, auf den sie geworfen wurde, sammelt, lässt das Diamantarmband in ihren Schoß fallen. Cleaver, Snade und der Rest der Bande werden weiterhin verfolgt, bis sie von der Polizei in die Enge getrieben werden.

## Produktion und Veröffentlichung
Der Film entstand bei Keystone und in den Brighton Film Studios unter der Regie von Edward G. Whiting nach einem Drehbuch von Alfred J. Goulding, Con West und Whiting selbst, der auch Produzent war. Die Musik komponierte Stanelli und für die Kameraführung war Jack Rose verantwortlich. Die künstlerische Leitung lag bei Jack Floyd.
Der Filmverleih Eros Films brachte The Adventures of Jane 1949 in die britischen Kinos. 2008 erschien der Film auf DVD.